# 마리오 파샬리치
마리오 파샬리치(크로아티아어: Mario Pašalić, 1995년 2월 9일~)는 크로아티아의 축구 선수로, 현재 이탈리아 세리에 A의 아탈란타 소속으로 활동하고 있다.